# Copa Piatigorsky
La Copa Piatigorsky fueron un par de torneos de ajedrez organizados en Estados Unidos a iniciativa de Jacqueline Piatigorsky.

## Primera Copa Piatigorsky (1963)
| # | Jugador    | 1   | 2   | 3   | 4   | 5   | 6   | 7   | 8   | Total |
| - | ---------- | --- | --- | --- | --- | --- | --- | --- | --- | ----- |
| 1 | Paul Keres | –   | ½ ½ | ½ 0 | 1 1 | 0 0 | ½ 1 | 1 1 | ½ 1 | 8,5   |
| 2 | Petrosian  | ½ ½ | –   | ½ ½ | ½ ½ | ½ ½ | 0 1 | 1 1 | ½ 1 | 8½    |
| 3 | Najdorf    | ½ 1 | ½ ½ | –   | ½ 0 | 1 ½ | ½ ½ | 0 ½ | 1 ½ | 7½    |
| 4 | Ólafsson   | 0 0 | ½ ½ | ½ 1 | –   | ½ 1 | ½ 1 | 1 0 | ½ ½ | 7½    |
| 5 | Reshevsky  | 1 1 | ½ ½ | 0 ½ | ½ 0 | –   | ½ ½ | 1 ½ | 0 ½ | 7     |
| 6 | Gligorić   | ½ 0 | 1 0 | ½ ½ | ½ 0 | ½ ½ | –   | ½ 0 | 1 ½ | 6     |
| 7 | Benko      | 0 0 | 0 0 | 1 ½ | 0 1 | 0 ½ | ½ 1 | –   | 1 0 | 5½    |
| 8 | Panno      | ½ 0 | ½ 0 | 0 ½ | ½ ½ | 1 ½ | 0 ½ | 0 1 | –   | 5½    |

## Segunda Copa Piatigorsky (1966)
| #  | Jugador      | 1   | 2   | 3   | 4   | 5   | 6   | 7   | 8   | 9   | 10  | Total |
| -- | ------------ | --- | --- | --- | --- | --- | --- | --- | --- | --- | --- | ----- |
| 1  | Borís Spaski | –   | 1 ½ | ½ 1 | ½ ½ | 1 ½ | ½ ½ | ½ ½ | ½ ½ | 1 ½ | ½ 1 | 11½   |
| 2  | Fischer      | 0 ½ | –   | 0 1 | ½ 1 | ½ ½ | ½ ½ | ½ 1 | 0 1 | 1 1 | ½ 1 | 11    |
| 3  | Larsen       | ½ 0 | 1 0 | –   | 1 ½ | ½ 0 | 1 1 | ½ 1 | 1 ½ | 0 1 | ½ 0 | 10    |
| 4  | Portisch     | ½ ½ | ½ 0 | 0 ½ | –   | ½ ½ | 1 ½ | ½ ½ | ½ ½ | ½ 1 | ½ 1 | 9½    |
| 5  | Unzicker     | 0 ½ | ½ ½ | ½ 1 | ½ ½ | –   | ½ ½ | ½ ½ | ½ ½ | 1 ½ | ½ ½ | 9½    |
| 6  | Petrosian    | ½ ½ | ½ ½ | 0 0 | 0 ½ | ½ ½ | –   | ½ ½ | 1 1 | ½ ½ | ½ 1 | 9     |
| 7  | Reshevsky    | ½ ½ | ½ 0 | ½ 0 | ½ ½ | ½ ½ | ½ ½ | –   | ½ 1 | ½ ½ | 1 ½ | 9     |
| 8  | Najdorf      | ½ ½ | 1 0 | 0 ½ | ½ ½ | ½ ½ | 0 0 | ½ 0 | –   | 1 ½ | ½ 1 | 8     |
| 9  | Ivkov        | 0 ½ | 0 0 | 1 0 | ½ 0 | 0 ½ | ½ ½ | ½ ½ | 0 ½ | –   | ½ 1 | 6½    |
| 10 | Donner       | ½ 0 | ½ 0 | ½ 1 | ½ 0 | ½ ½ | ½ 0 | 0 ½ | ½ 0 | ½ 0 | –   | 6     |